# Licaria mexicana
Licaria mexicana là loài thực vật có hoa trong họ Nguyệt quế. Loài này được (Brandegee) Kosterm. miêu tả khoa học đầu tiên năm 1937.